# Cercle et Carré
Cercle et Carré a fost un grup de artiști abstracți din Paris, fondat în 1929 de Joaquín Torres García și Michel Seuphor. Grupul a publicat o revistă cu același nume. În 1930, au organizat o expoziție la Paris, prezentând 130 de lucrări abstracte realizate de diverși artiști. „Notre programme fût „Construction”, fusse figuratif ou non-figuratif”". Când Abstraction-Création a fost fondată în 1931, aceasta a absorbit grupul.
Din 1936 Joaquín Torres García a continuat publicarea revistei din Montevideo în spaniolă și franceză cu titlul Círculo y Cuadrado „La seconde epoque de „Cercle et Carre” (Cerc și pătrat, a doua perioadă) cu același logo. Din străinătate, artiștii au trimis scrisori și articole pentru a fi publicate: Jean Hélion, Piet Mondrian, Umberto Boccioni etc.

## Expoziția din 1930
În aprilie 1930, grupul a deschis o expoziție în Galeria 23 din Rue La Boétie cu lucrări de Hans Arp, Willi Baumeister, Ingibjörg Stein H. Bjarnason Carl Buchheister, Marcelle Cahn Francisca Clausen, Jaime A. Colson, Germán Cueto Serge Charchoune, Pierre Daura, Alexander Exter, Fillia, François Foltyn, Jean Gorin, Wanda Chodasiewicz-Grabowska, Huib Hoste, Vilmos Huszar, Vera Idelson, Wassily Kandinsky, Luc Lafnet, Le Corbusier, Fernand Léger, Oscar Luethy, Piet Mondrian, Stefan Moszczynski, Erik Olson, Amédée Ozenfant, Antoine Pevsner, Enrico Prampolini, Luigi Russolo, Alberto Sartoris, Kurt Schwitters, Henri Stazewski, Hechama Szmuszkowicz, Joseph Stella, Hans Suschny, Sophie Taeuber-Arp, Joaquín Torres-García, Vordemberge-Gildewart, Adya Van Rees, Otto van Rees (artist), Georges Vantongerloo, Hans Welti, H.N.Werkman, Wanda Wolska.

## Numerele revistei

### Cercle et Carré
Publicat la Paris, 1930 Círculo y Cuadrado
- Nr. 1 – 15 martie 1930
- Nr. 2 – 15 aprilie 1930
- Nr. 3 – iunie 1930

### Círculo y Cuadrado
Publicat la Montevideo, 1936-1943 Círculo y Cuadrado Arhivat în 10 aprilie 2021, la Wayback Machine.
- Nr. 1 – Mai 1936
- Nr. 2 – August 1936
- Nr. 3 – Februarie 1937
- Nr. 4 – Mai 1937
- Nr. 5 – Septembrie 1937
- Nr. 6 – Martie 1938
- Nr. 7 – Septembrie 1938
- Nr. 8, 9 & 10 – Septembrie 1943